# Black Point Beach (plaża)
Black Point Beach – plaża (beach) w kanadyjskiej prowincji Nowa Szkocja, w hrabstwie Shelburne, na północnym wybrzeżu zatoki Black Point Bay (43°42′04″N, 65°02′58″W); nazwa urzędowo zatwierdzona 27 sierpnia 1975.